# Orman, Cluj

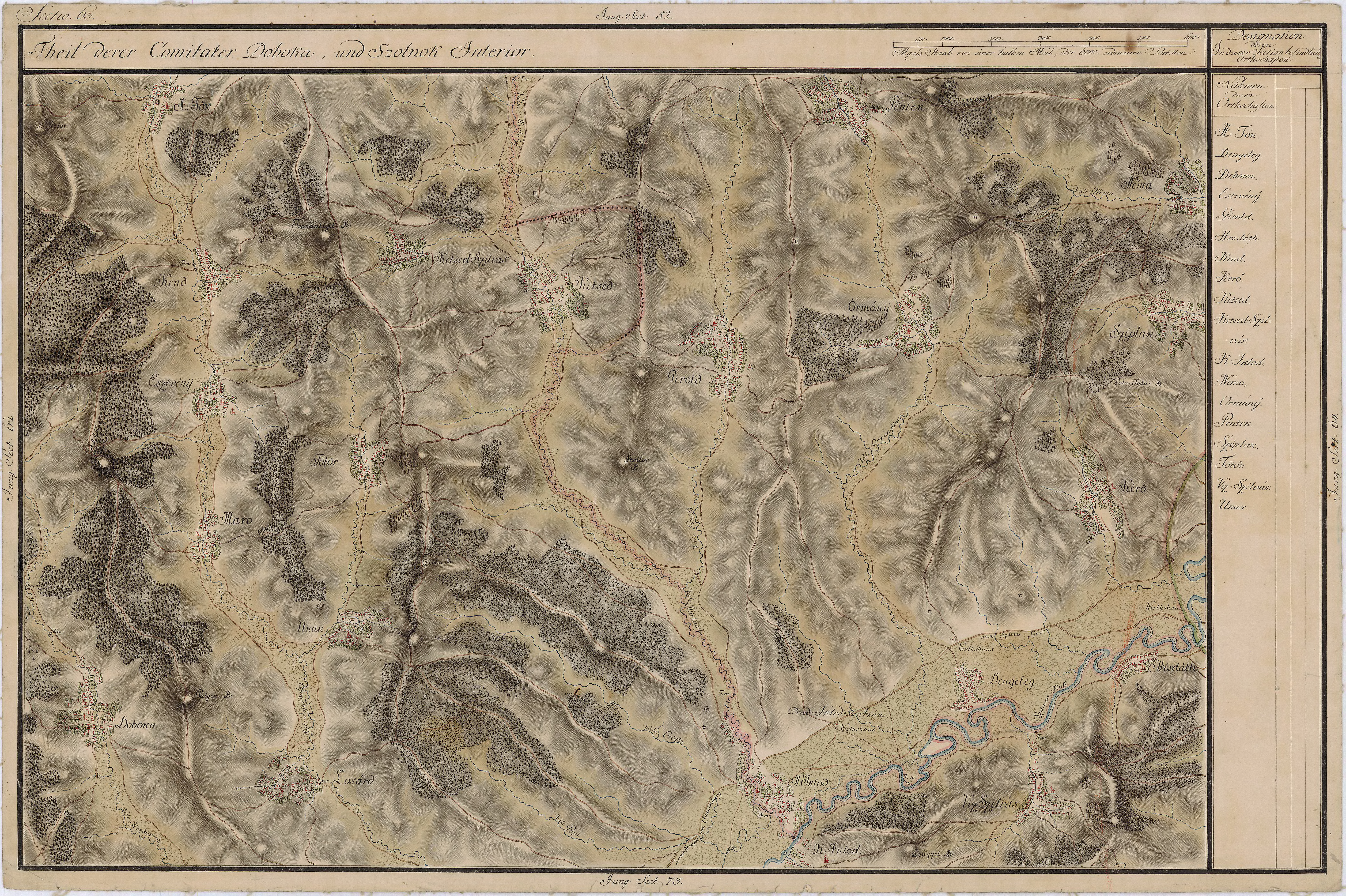
Orman pe Harta Iosefină a Transilvaniei, 1769-1773

Orman (în maghiară Ormány) este un sat în comuna Iclod din județul Cluj, Transilvania, România.

## Monumente istorice
- Biserica Reformată-Calvină (inițial romano-catolică), monument istoric în stil gotic din sec. al XIII-lea (ruină), cu turn-clopotniță din secolul al XVIII-lea.

## Personalități
- Ioan Bob (1739-1830), episcop român unit (greco-catolic)

## Galerie de imagini

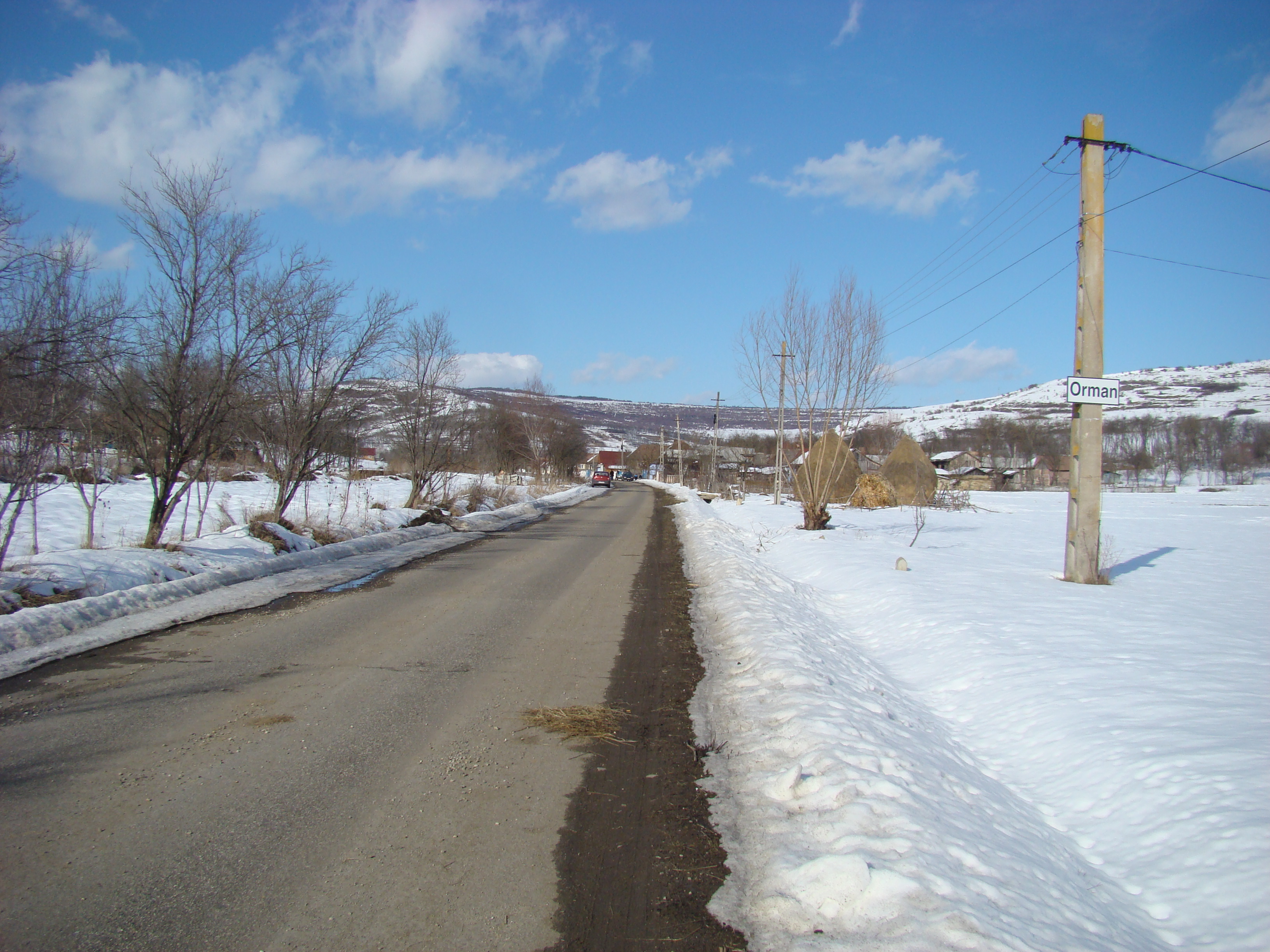
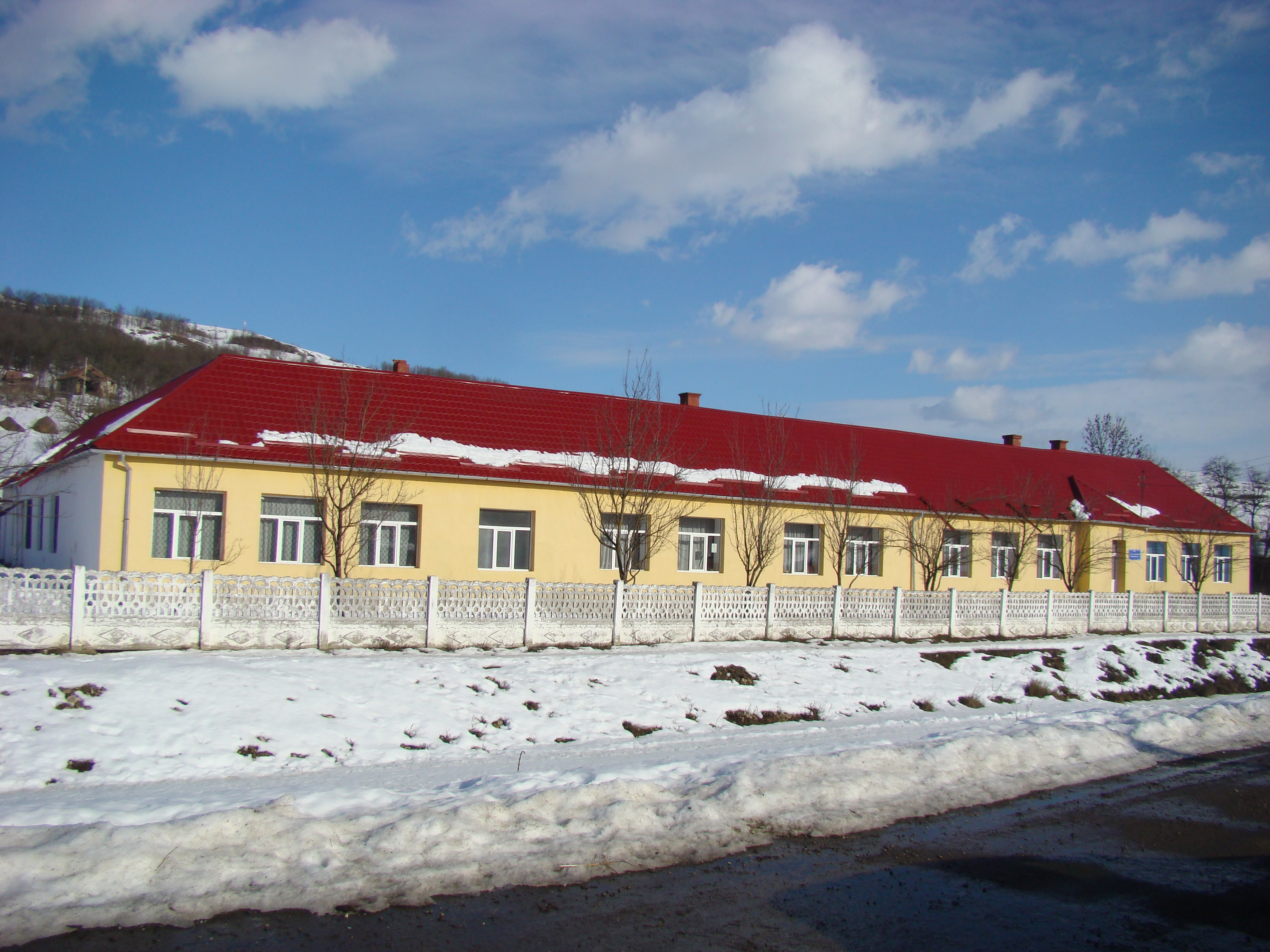
Școala
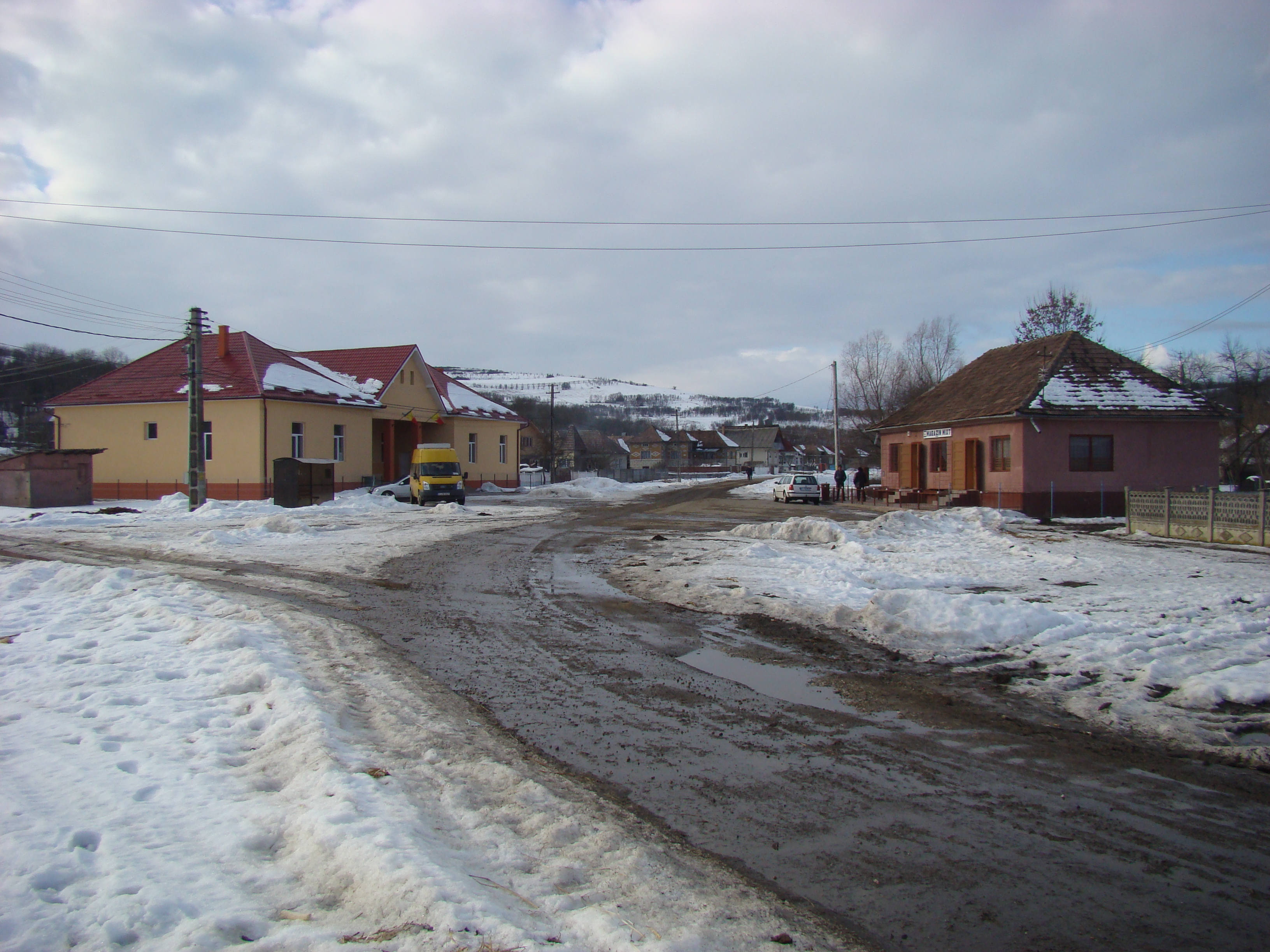
Centrul localității
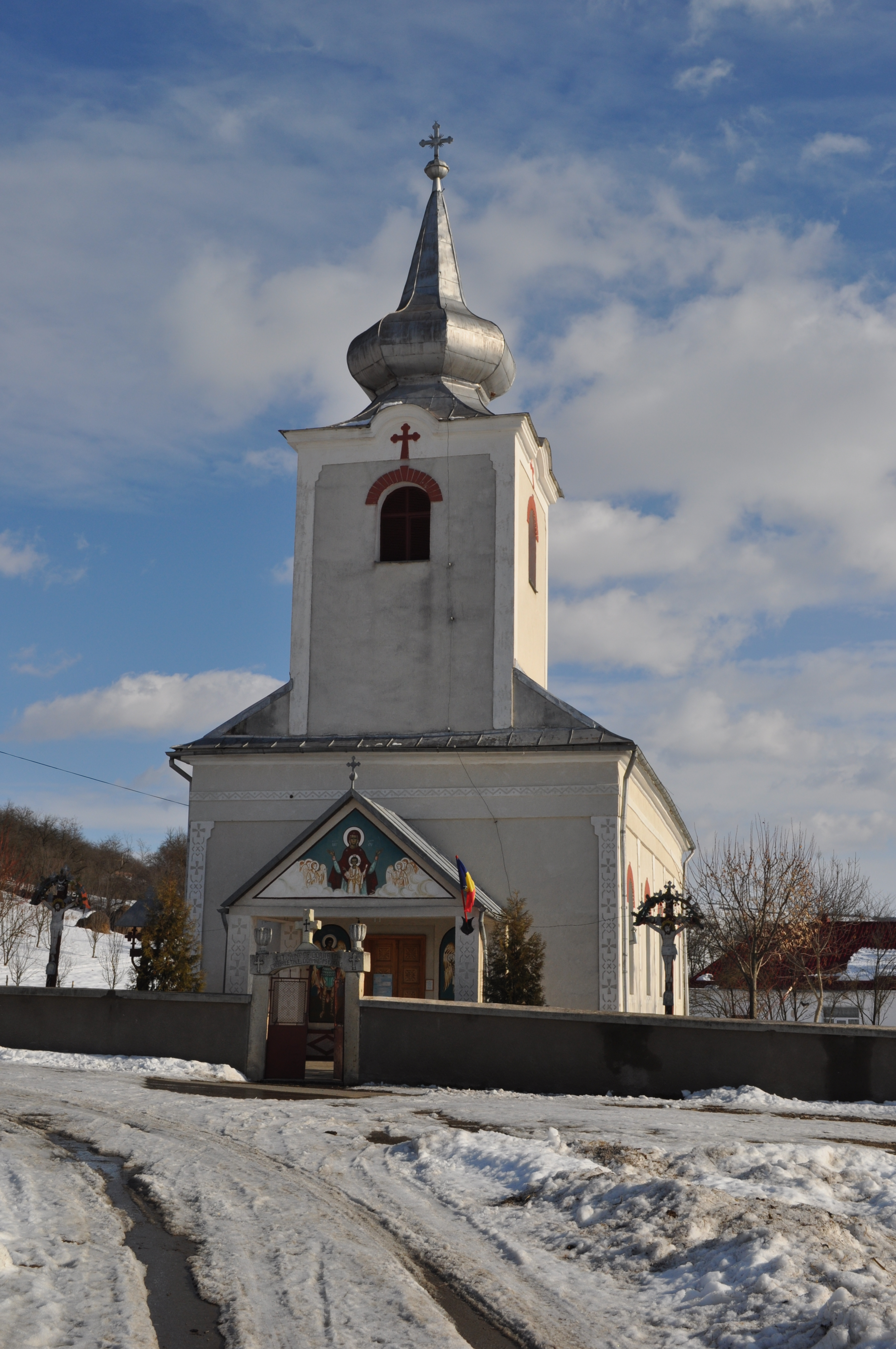
Biserica greco-catolică (1866), în prezent ortodoxă
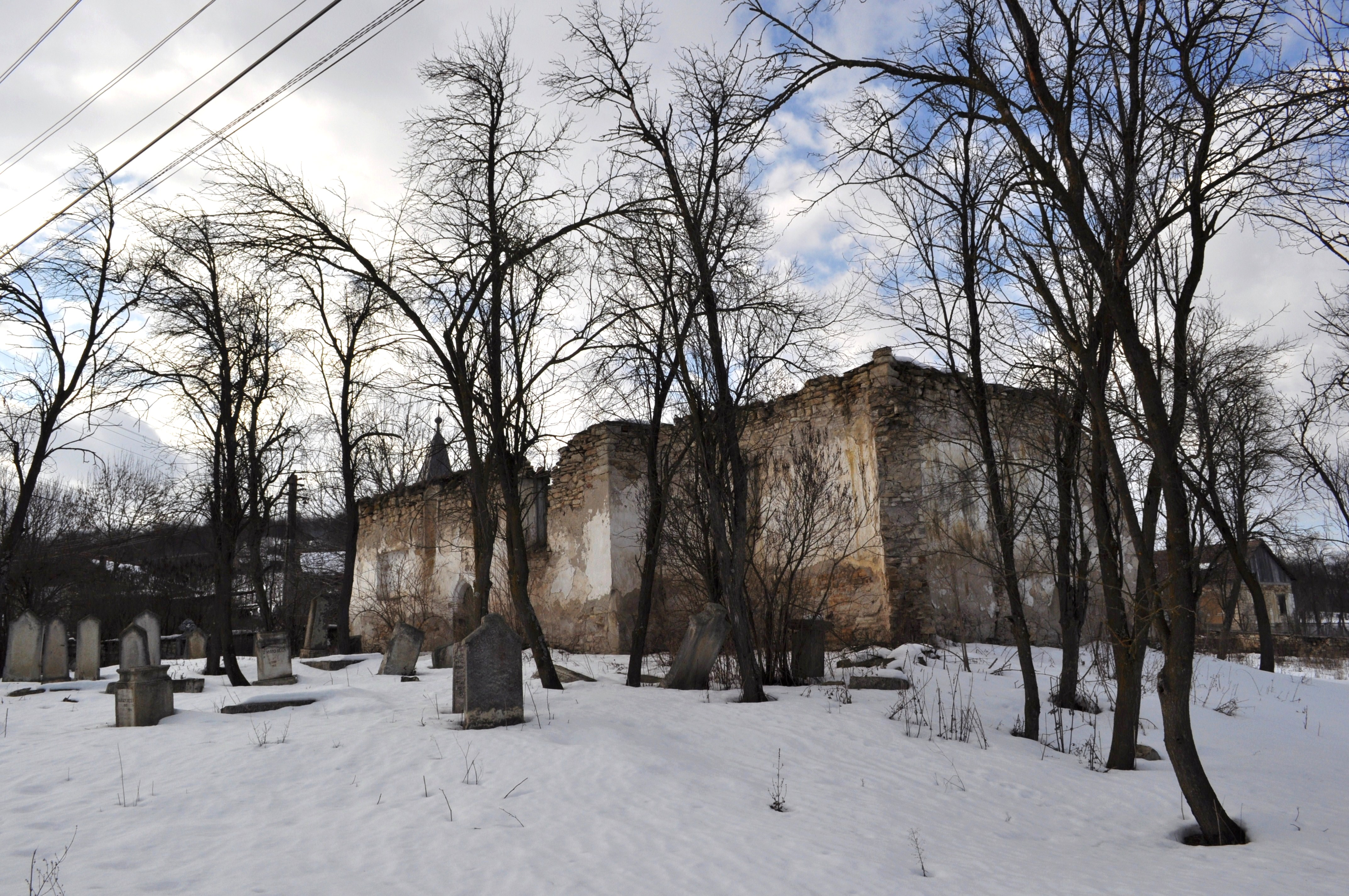
Biserica reformată din Orman
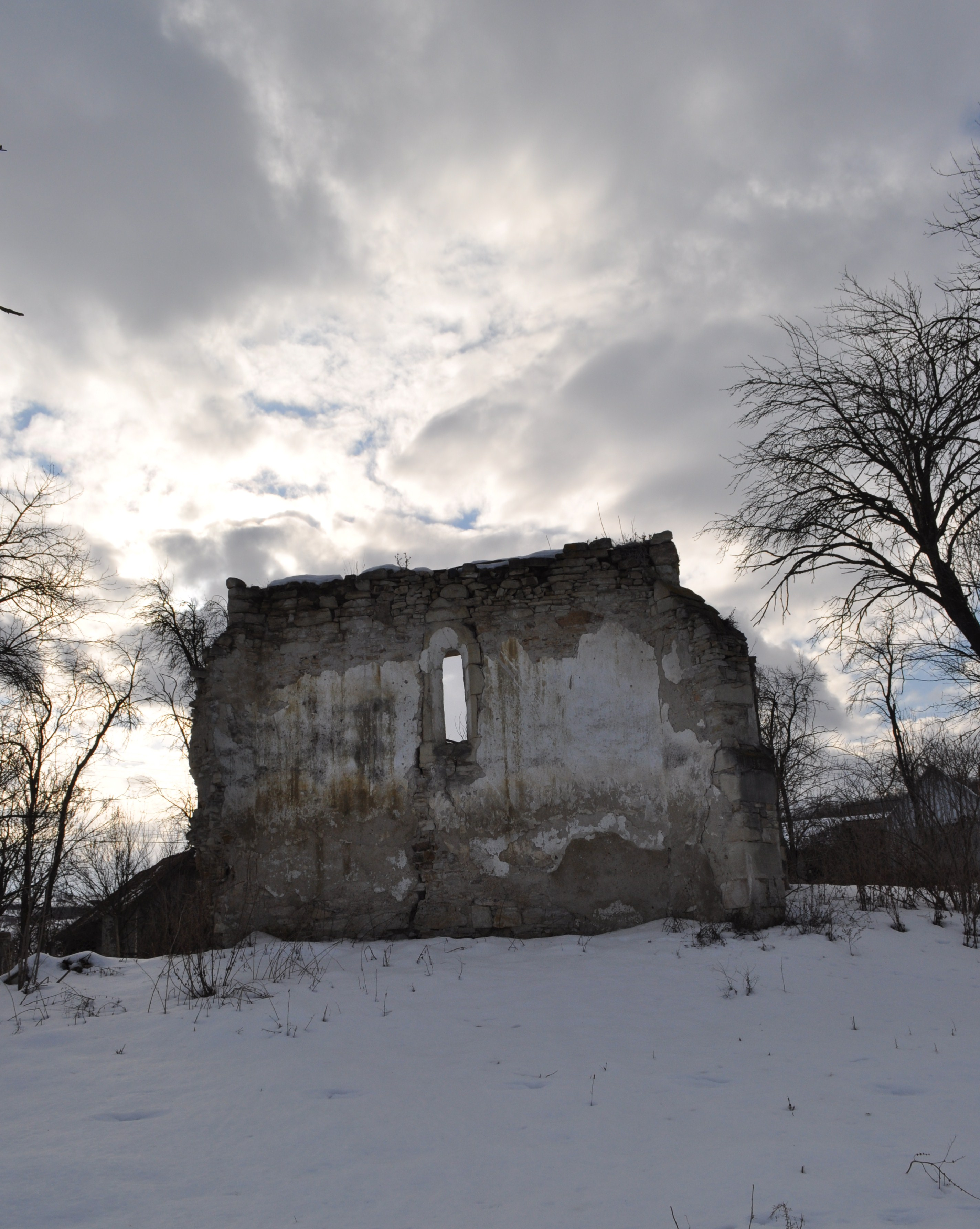
Ruinele bisericii reformate
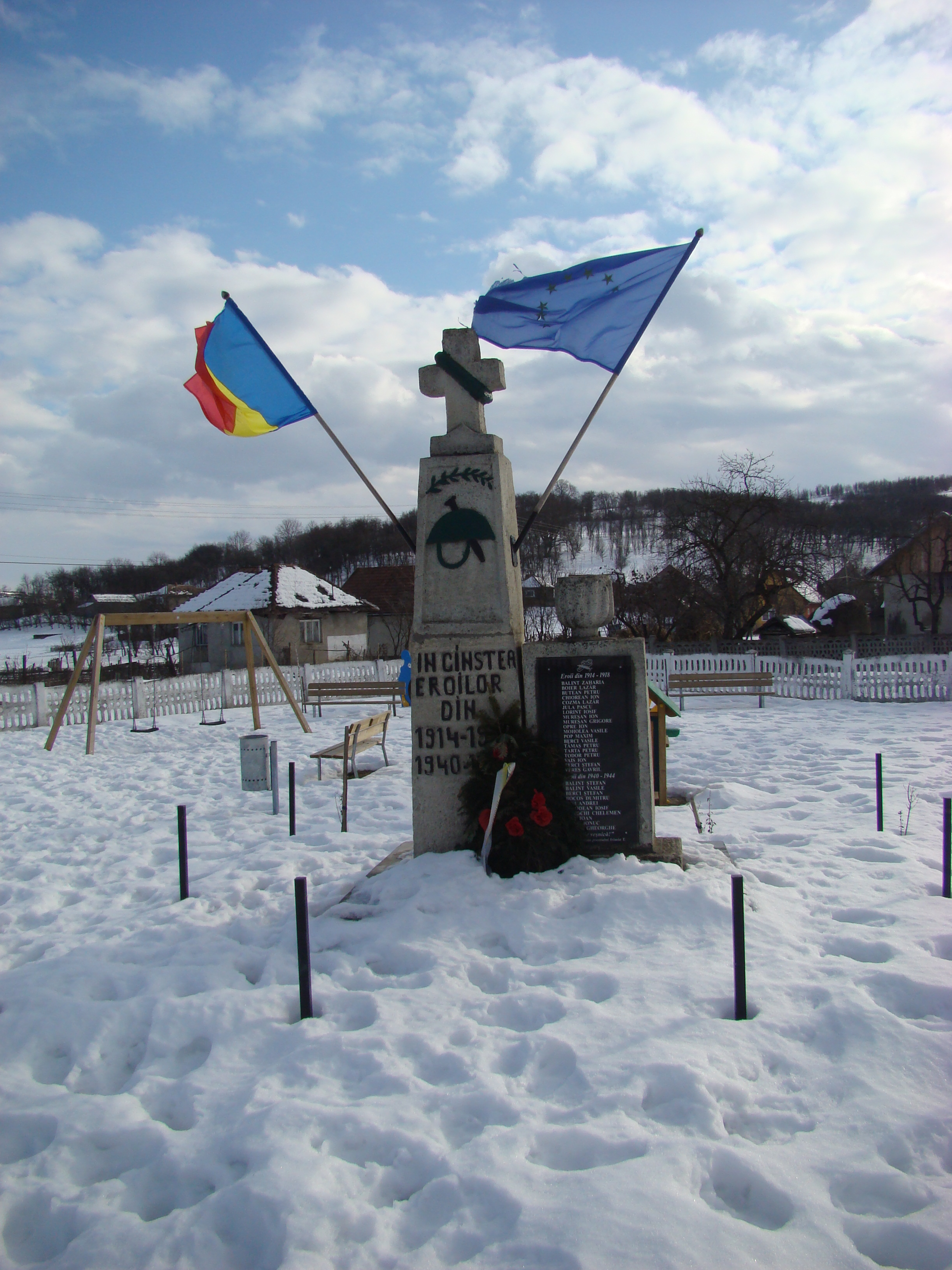
Monumentul Eroilor
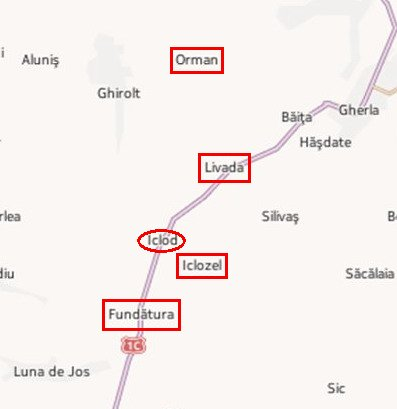
Comuna Iclod și satele componente